# Jalapeño

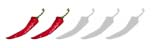
Pálivost 2500 až 10 000 SHU

Jalapeño [chalapeňo] je kulturní forma papriky seté (Capsicum annuum) původem z Mexika. Své jméno má podle hlavního města mexického státu Veracruz Jalapa (španělsky), ale původ slova je z aztéckého Xalapa (jazyk nahuatl). Jedná se pravděpodobně o nejpopulárnější papričku na americkém kontinentu [zdroj?]. Jalapeños jsou malé (5 cm) až středně velké (8 cm) chilli papričky známé svou pálivostí. Jejich pálivost dosahuje 2500 až 10000 Scovilleových jednotek pálivosti (SHU). V porovnání s ostatními chilli papričkami jsou tedy jalapeños mírně pálivé až pálivé.
Zráním papričky červenají. Papriček jalapeños je vyšlechtěno velmi mnoho variant, například: Tipico, Meco a Merita, které jsou velmi populární v mexické kuchyni. Vyuzená a vysušená paprička jalapeño je známá jako chipotle, kterou často najdeme v omáčce adobo. Na chipotle se zpracovává zhruba 20 % celkové produkce jalapeños. Zelená a zlehka zauzená jalapeña se v řezech též nakládají do slanokyselého pikantního nálevu a konzervují.

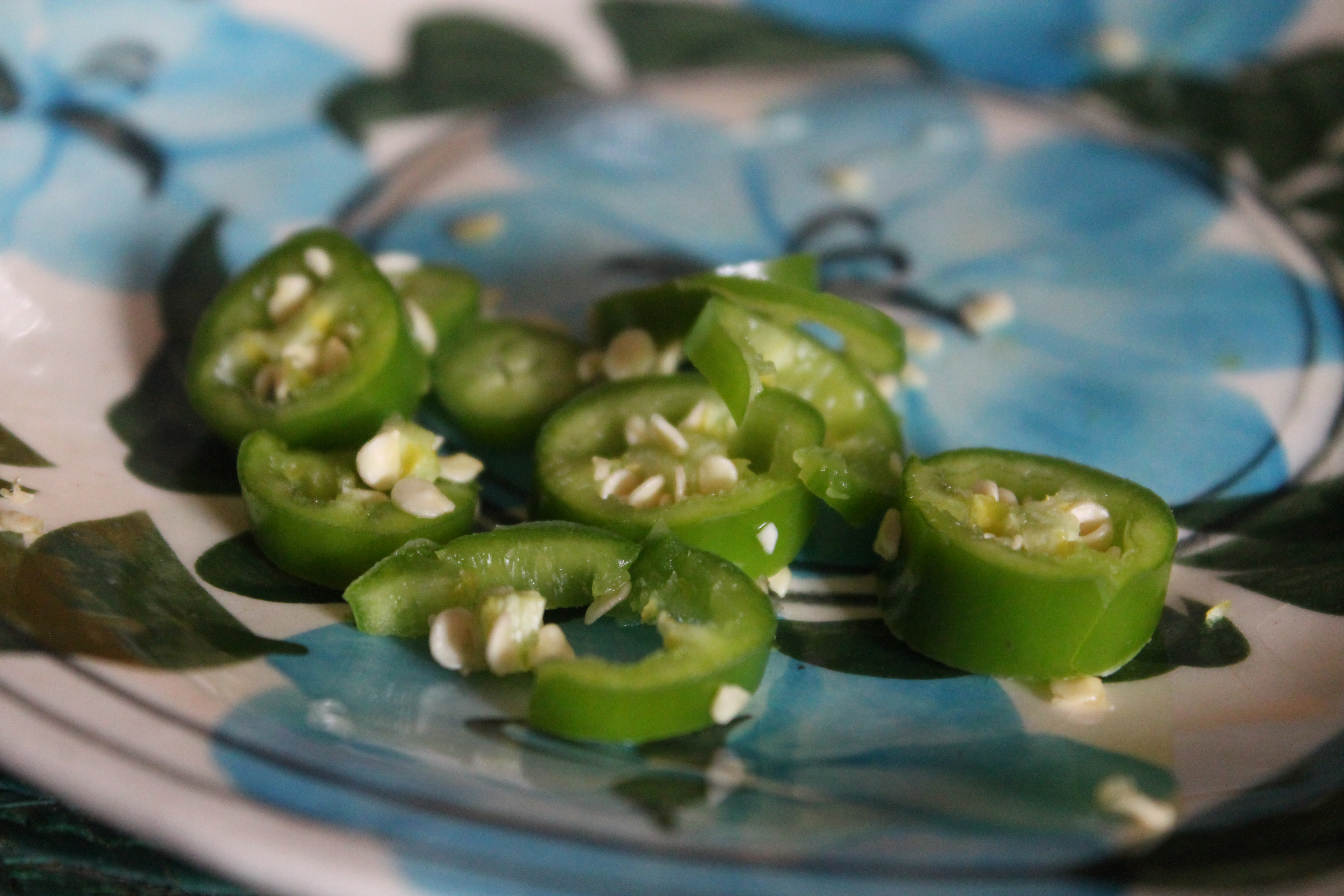
Plátky jalapeña